# Шпедт, Александр Артурович
Шпедт Александр Артурович (р. 23 апреля 1967 года) — российский учёный, доктор сельскохозяйственных наук (2009), директор ФИЦ КНЦ СО РАН (2021), член-корреспондент РАН (2022), почвовед и агротехник.

## Биография
Родился 23 апреля 1967 года.
Высшее образование получил в Красноярском государственном аграрном университете.
В 1995 году защитил кандидатскую диссертацию, а в 2009 году защитил докторскую диссертацию.
В 2009 и 2011 годах работал Красноярском государственном аграрном университете, в 2013 году в Сибирском федеральном университете, в 2017 и 2019 годах в Краснояоском научно-исследовательском институте сельского хозяйства.
С 2020 по 2021 год являлся врио директора ФИЦ КНЦ СО РАН, а в 2021 году стал директором ФИЦ КНЦ СО РАН.

## Научная деятельность
Шпедт А. А. — агротехник, занимается различными почвоведчискими исследованиями. В основном исследования проходят на территории Сибири и Красноярского края.

## Награды
- Нагрудный знак «Трудовая слава» 2-й и 3-й степени[3].
- Государственная премия Красноярского края[1][3].
- Медаль «За вклад в реализацию государственной политики в области научно-технологического развития»[1].